# Mauthausen
Mauthausen è un comune austriaco di 4 847 abitanti nel distretto di Perg, in Alta Austria; ha lo status di comune mercato (Marktgemeinde).

## Geografia fisica
Il comune è situato circa 25 chilometri a est di Linz.

## Storia
Durante la Seconda guerra mondiale nelle vicinanze venne istituito prima il campo di concentramento di Mauthausen e in seguito il campo di concentramento di Gusen dove trovarono la morte circa 122.000 persone.

## Monumenti e luoghi d'interesse
- Campo di concentramento di Mauthausen (Konzentrationslager Mauthausen)
- Campo di concentramento di Gusen (Konzentrationslager Gusen)
- Chiesa parrocchiale del XV secolo (Pfarrkirche Mauthausen)
- Castello di Pragstein del XVI secolo (Schloss Pragstein)
- Dipinti sulle mura delle case
- Cimitero militare italiano di Mauthausen

## Amministrazione

### Gemellaggi
- Cogollo del Cengio ( Italia)